# Cervera del Llano (kommunhuvudort)
Cervera del Llano är en kommunhuvudort i Spanien.   Den ligger i provinsen Provincia de Cuenca och regionen Kastilien-La Mancha, i den centrala delen av landet, 130 km sydost om huvudstaden Madrid. Cervera del Llano ligger 899 meter över havet och antalet invånare är 294.
Terrängen runt Cervera del Llano är platt. Runt Cervera del Llano är det glesbefolkat, med 9 invånare per kvadratkilometer. Närmaste större samhälle är San Lorenzo de la Parrilla, 9,1 km nordost om Cervera del Llano. Trakten runt Cervera del Llano består till största delen av jordbruksmark.